# 唐沢潤
唐沢 潤（からさわ じゅん、1960年12月10日 - ）は、日本の女優、声優、ナレーター。長野県出身。演劇集団 円（円企画）所属。

## 来歴
東京女子大学短期大学部教養科美学専攻卒業。
1982年、円演劇研究所入所。1985年、演劇集団 円会員昇格。

## 人物
声種はアルト。資格は普通自動車免許（ペーパー）。

## 出演
太字はメインキャラクター。

### テレビドラマ
- ニュードキュメンタリードラマ昭和 松本清張事件にせまる 第10話「スパイMの謀略」（1984年、テレビ朝日・東映）
- 赤い秘密（1985年、TBS・東映）
- 水曜ドラマスペシャル『聖子は鳥になった』（1986年、TBS）
- 太陽にほえろ! 第706話「ボス!任せてください」（1986年、日本テレビ・東宝）
- 京都サスペンス『京都夏祭り殺人事件』（1988年、関西テレビ・東宝）
- ときめきの午後（1989年、CBC） - 美沙
- DRAMADAS『愛霊界－寂しがりやの幽霊たち－』（1990年、関西テレビ）
- 土曜ワイド劇場『美人コンパニオン殺し』（1990年、テレビ朝日・近代映画協会）
- 仕掛人・藤枝梅安「弐 梅安仕掛針」（1991年、フジテレビ） - ゆき
- 金曜ドラマシアター『経理課・峯松係長の犯罪』（1992年、フジテレビ）
- 月曜ドラマスペシャル『刑事・野呂盆六 完全犯罪の女』（1993年、TBS・国際放映） ‐ 伊吹みの江
- 御家人斬九郎（1995年〜2002年、フジテレビ・映像京都） - 西尾るい（レギュラー出演）
- 沙粧妙子-最後の事件- 第4話「金網ごしの再会」（1995年、フジテレビ）
- 月曜ドラマスペシャル『湯けむり仲居純情日記5』（1995年、TBS） - 浅岡三枝子
- 火曜サスペンス劇場『弁護士・朝日岳之助12 殺意のささやき』（1999年、日本テレビ・国際放映）
- P.S. 元気です、俊平（1999年、TBS）
- 火曜サスペンス劇場『言えない関係』（2002年、日本テレビ）
- こちら本池上署（2002年、TBS） - 山岸和江
- 忠臣蔵〜決断の時 第四部「吉良邸討ち入り」（2003年、テレビ東京・松竹） - まき

### 舞台
- シーンズ フロム ザ ビッグ ピクチュアー（2010年10月1日‐10日、演劇集団 円、紀伊国屋ホール） - テレサ・ブラック 役

### テレビアニメ
1996年
- 名探偵コナン（1996年 - 2006年、池田知佳子、女ボス、片山美砂）

1998年
- デビルマンレディー（ハーピー）

1999年
- ワイルドアームズ トワイライトヴェノム（カノン）

2001年
- 神鵰侠侶 コンドルヒーロー（黄蓉）

2002年
- おジャ魔女どれみドッカ〜ン!（さくや）
- 魔王ダンテ（ウーラ）

2003年
- クレヨンしんちゃん（ミル姫）
- ポポロクロイス（ゼフィス）

2004年
- MONSTER（リヒャルトの元妻、娼婦A）
- 勇午〜交渉人〜（ガラーホワ）

2006年
- ガラスの艦隊（B.B）
- 西の善き魔女 Astraea Testament（レディ・マルゴット）
- BLACK LAGOON（エダ）
- BLACK LAGOON The Second Barrage（エダ）
- xxxHOLiC◆継（霊能者A）

2008年
- 秘密 〜The Revelation〜（沖名沙耶子）

2011年
- 青の祓魔師（2011年 - 2024年、しえみの母） - 3シリーズ

2013年
- ドキドキ!プリキュア（円茉里）

2014年
- 金田一少年の事件簿R（麦林美佳 / 菊川早苗）

2021年
- ふしぎ駄菓子屋 銭天堂（岡村雪江）

2022年
- キャップ革命 ボトルマンDX（2022年 - 2023年、帆狩マチコ）

2023年
- 呪術廻戦 懐玉・玉折/渋谷事変（オガミ婆）

### 劇場アニメ
- ドラえもん のび太の太陽王伝説（2000年、レディナ）
- 劇場版 NARUTO -ナルト- 大活劇!雪姫忍法帖だってばよ!!（2004年、鶴翼フブキ）

### OVA
- マジンカイザー 死闘!暗黒大将軍（2003年、リッキー）
- BLACK LAGOON Roberta's Blood Trail（2010年、エダ）

### Webアニメ
- リーンの翼（2005年、鈴木敏子）

### ゲーム
- ぼくのなつやすみ2 海の冒険篇（2002年、静江）
- コード・エイジ コマンダーズ 〜継ぐ者 継がれる者〜（2005年、ギネヴィア）
- Microsoft Flight Simulator X（2006年）
- ファイナルファンタジーXV（2016年、カメリア・クラウストラ）
- アンチャーテッド 海賊王と最後の秘宝（2016年、キャサリン・マーロウ）※マルチ専用キャラクター
- 龍が如く7 光と闇の行方（2020年、浜子[6]）
- 龍が如く8（2024年、浜子）

### ドラマCD
- マザーキーパー（2006年、ジム＝クリーズ）

### 吹き替え

#### 担当女優
アシュレイ・ジャッド
- 正義のゆくえ I.C.E.特別捜査官（デニス・フランケル）
- ツイステッド（ジェシカ・シェパード）
- フライペーパー! 史上最低の銀行強盗（ケイトリン）

アネット・ベニング
- アメリカン・ビューティー（キャロライン・バーナム）※TBS版
- ザ・レポート（ダイアン・ファインスタイン）
- 失踪 ～母が消えた日～（ジョイ）

キーラ・セジウィック
- ウォルター少年と、夏の休日（メイ）※テレビ東京版
- 崖っぷちの男（スージー・モラレス）
- GAMER（ジーナ・パーカー）
- ゲーム・プラン（ステラ・ペック）

クリスティン・スコット・トーマス
- ゴスフォード・パーク（シルヴィア・マッコードル）
- 砂漠でサーモン・フィッシング（パトリシア・マクスウェル）
- サラの鍵（ジュリア・ジャーモンド）
- ノーウェアボーイ ひとりぼっちのあいつ（ミミ・スミス）
- 真夜中の銃声（メアリー・パントン）

グレン・クローズ
- セブン・シスターズ（ニコレット・ケイマン）
- アガサ・クリスティー ねじれた家（イーディス・デ・ハヴィランド）
- ハート・オブ・ストーン（ダイヤのキング / ナンシー・モリソン）

ジーナ・トーレス
- ウエストワールド シーズン1 #3, #9（ローレン）
- キャッスル 〜ミステリー作家は事件がお好き シーズン5 #14（ペネロペ・フォスター）
- SUITS/スーツ（ジェシカ・ピアソン）
- マトリックス リローデッド（カズ）※劇場公開版
- マトリックス レボリューションズ（カズ）※劇場公開版

ジェイミー・リー・カーティス
- クランク家のちょっと素敵なクリスマス（ノーラ・クランク）
- スクリーム・クイーンズ（キャシー・マンチ）
- フォーチュン・クッキー（テス・コールマン）
  - シャッフル・フライデー

ジュリアン・ムーア
- エボリューション（アリソン・リード）※ソフト版
- クッキー・フォーチュン（コーラ・デュヴァル）
- ゲーム・チェンジ 大統領選を駆け抜けた女（サラ・ペイリン）
- 50歳の恋愛白書（カット）
- ビッグ・リボウスキ（モード・リボウスキ）※新ソフト版

トニ・コレット
- アバウト・ア・ボーイ（フィオナ）
- いつか眠りにつく前に（ニナ）
- ヒッチコック（ペギー・ロバートソン）

パトリシア・クラークソン
- エデンより彼方に（エレノア・ファイン）
- シャープ・オブジェクト KIZU-傷-:連続少女猟奇殺人事件（アドーラ・クレリン）
- ラースと、その彼女（ダグマー・バーマン医師）
- ワン・デイ 23年のラブストーリー（アリソン）

ホリー・ハンター
- アメリカン・ジャスティス（ルビー・キンケード）
- オー・ブラザー!（ペニー）
- 彼女を見ればわかること（レベッカ・ウェイモン）
- 普通じゃない（オライリー）※テレビ朝日版
- ボニー&クライド/俺たちに明日はない（エマ・パーカー）

ミシェル・ヨー
- SAYURI（豆葉）
- チルドレン・オブ・ホァンシー 遥かなる希望の道（マダム王）
- ハムナプトラ3 呪われた皇帝の秘宝（ツイ・ユアン）※フジテレビ版

ユマ・サーマン
- キル・ビル Vol.1（ザ・ブライド）
- キル・ビル Vol.2（ザ・ブライド）
- SMASH（レベッカ・デュバル）
- Be Cool/ビー・クール（イーディ）
- Mr.&Mrs.フォックス（ハリー・フォックス）

#### 映画
- 愛の神、エロス（クロエ〈レジーナ・ネムニ〉）
- アイ・フィール・プリティ! 人生最高のハプニング（リリー・ルクレア〈ローレン・ハットン〉[11]）
- I love ペッカー（ローリー〈リリ・テイラー〉）
- アウェイク（リリス・ベレスフォード〈レナ・オリン〉）
- アザーフッド 私の人生（ヘレン・ハルストン〈フェリシティ・ハフマン〉）
- アトミック・トレイン ※テレビ朝日版
- 穴（フィリッパ〈エンベス・デイヴィッツ〉）
- アポロ13（マリリン・ラヴェル〈キャスリーン・クインラン〉）※フジテレビ版
- ある女流作家の罪と罰（リー・イスラエル〈メリッサ・マッカーシー〉）
- アルビン/歌うシマリス3兄弟（ゲイル〈ジェーン・リンチ〉）
- 犬いなる遺産（シャメラ〈ソフィー・ヘイマン〉）
- イノセント・ボイス 12歳の戦場（ママトーヤ〈オフェリア・メディナ〉）
- イル・ポスティーノ（ベアトリーチェ・ルッソ〈マリア・グラツィア・クチノッタ〉）
- イレイザー（リー・カレン〈ヴァネッサ・ウィリアムス〉）※日本テレビ版
- インデペンデンス・デイ（ジャスミン・ダブロウ〈ヴィヴィカ・A・フォックス〉[12]）※テレビ朝日版
- インビンシブル（ホワイト〈ミシェル・コマーフォード〉）
- 歌え! ジャニス★ジョプリンのように（ブリジット〈マリー・トランティニャン〉）
- 海を飛ぶ夢（ジェネ）
- エーミールと探偵たち（フンメル牧師〈マリア・シュラーダー〉）
- エアポート ユナイテッド93（ディーナ・バーネット）
- エイリアン2（バスクェス〈ジェニット・ゴールドスタイン〉）※日曜洋画劇場デジタルリマスター版
- エスケープ・フロム・L.A.（ブレイゼン〈ミシェル・フォーブス〉）※フジテレビ版
- エディット・ピアフ〜愛の讃歌〜（アネッタ〈クロティルド・クロー〉）
- Mの物語（マダムX〈アンヌ・ブロシェ〉）
- オーケストラ!（ギレーヌ・ドゥ・ラ・リヴィエール〈ミュウ＝ミュウ〉）
- オースティン・パワーズ：デラックス（アイヴァナ・ハンパロット）
- オータム・イン・ニューヨーク（シブリー医師〈メアリー・ベス・ハート〉）
- オーバー・ザ・ムーン
- 輝ける女たち（シモーヌ・ガルシア〈ミウ＝ミウ〉）
- カッレくんの冒険（エーヴァ・ロッタの母）
- ガリバー旅行記（イザベラ女王〈キャサリン・テイト〉[13]）
- キャプテン・ウルフ（ヘルガ〈キャロル・ケイン〉）
- 銀河ヒッチハイク・ガイド（ケストゥラー・ロントック）
- キング・オブ・マンハッタン 危険な賭け（エレン・ミラー〈スーザン・サランドン〉）
- グリーンマイル（ジャン・エッジコム〈ボニー・ハント〉）※ソフト版
- 黒武者（ヴァシスタ〈キーラ・クラヴェル〉）
- ゴーストバスターズ2（母親〈メアリー・エレン・トレイナー〉）※テレビ朝日版
- この胸のときめき（エリザベス・ルーランド〈ジョエリー・リチャードソン〉）
- コンタクト（レイチェル・コンスタンティン〈アンジェラ・バセット〉）※テレビ東京版
- サイキック・ターゲット（ジェシカ・ハーパー）
- サイレント・ワールド2011 地球氷結（エマ・テイト〈アレクサンドラ・デイヴィーズ〉）[14]
- サウンド・オブ・サイレンス（サンドラ・キャシディ刑事〈ジェニファー・エスポジート〉）※ソフト版
- ザ・スナイパー
- ザ・ビーチ（サル〈ティルダ・スウィントン〉）※ソフト版
- ザ・ワイルド（ミッキー・モース〈エル・マクファーソン〉）※テレビ朝日版
- 幸せのポートレート（シビル〈ダイアン・キートン〉）
- 幸せのルールはママが教えてくれた（リリー・ウィルコックス〈フェリシティ・ハフマン〉）
- シックス・センス（アンナ・クロウ〈オリヴィア・ウィリアムズ〉）※ソフト版
- シックス・デイ（タリア〈サラ・ウィンター〉）
- シティ・オブ・ゴースト（ソフィー〈ナターシャ・マケルホーン〉）
- シモーヌ（エレイン・クリスチャン〈キャサリン・キーナー〉）
- 娼婦ベロニカ（ジュリア・デ・レッゼ〈ナオミ・ワッツ〉）
- 親密すぎるうちあけ話（ジャンヌ〈アンヌ・ブロシェ〉）
- スウェプト・アウェイ（アンバー〈マドンナ〉）
- 素顔のままで（エリン・グラント〈デミ・ムーア〉）※テレビ朝日版
- ストーム・シティ（レンツ）
- スパイ・ゲーム（グラディス〈マリアンヌ・ジャン＝バプティスト〉）※フジテレビ版
- セックス・アンド・マネー（フラニー〈ジョーン・キューザック〉）
- セレブリティ（ボニー〈ファムケ・ヤンセン〉）
- セレンディピティ（イヴ〈モリー・シャノン〉）
- 戦場のピアニスト（レギーナ）
- ダイ・ハード3（ジェーン）※テレビ朝日版
- タイムリミット（アレックス・ディアス・ウィトロック〈エヴァ・メンデス〉）※機内上映版
- TATARI タタリ（エブリン〈ファムケ・ヤンセン〉）
- 007/オクトパシー（オクトパシー〈モード・アダムス〉）※ソフト版
- チャーリーズ・エンジェル（ヴィヴィアン・ウッド〈ケリー・リンチ〉）※ソフト版
- 追跡者（サヴァナ・クーパー連邦副保安官）※ソフト版
- D-TOX（ジェニー〈ポリー・ウォーカー〉）※ソフト版
- ディープ・エンド（マーガレット〈ティルダ・スウィントン〉
- テイク・シェルター（サラ〈キャシー・ベイカー〉）
- ディセンダント（マレフィセント〈クリスティン・チェノウェス〉）
- デイライト（グレース・キャロウェイ〈ヴァネッサ・ベル・キャロウェイ〉）※テレビ朝日版
- ディレイルド 暴走超特急（ガリーナ・コンスタンティン〈ローラ・ハリング〉）
- デス・プルーフ in グラインドハウス（ゾーイ・ベル）
- デッドマン・ダウン（ヴァレンタイン〈イザベル・ユペール〉）
- デュプリシティ 〜スパイは、スパイに嘘をつく〜（パム）
- 天国の口、終りの楽園。（ルイサ〈マリベル・ベルドゥ〉）
- トゥルー・クライム（セシリア・ナスバウム〈フランシス・フィッシャー〉、パトリシア・フィンドレイ）※日本テレビ版
- ドクター・ドリトル（梟〈ジェナ・エルフマン〉）※日本テレビ版
- トスカーナの休日（パティ〈サンドラ・オー〉）
- どつかれてアンダルシア (仮)（ラウラ）
- 7つの贈り物（ブライアー医師）
- ニュートン・ボーイズ（ルイーズ・ブラウン〈ジュリアナ・マルグリーズ〉）
- ニューヨーク、愛を探して（ニーナ〈シャロン・ストーン〉）
- ノストラダムス（ヘレン〈マヤ・モルゲンステルン〉）
- ノトーリアス・B.I.G.（ヴォレッタ・ウォレス〈アンジェラ・バセット〉）
- ハート・オブ・ストーン[15]
- パーフェクト・ストレンジャー（カレン・テハダ警部補）
- 陪審員（タロー検事〈リンゼイ・クローズ〉）※日本テレビ版
- 8人の女たち（オーギュスティーヌ〈イザベル・ユペール〉）
- BATSII 蝙蝠地獄（カティア〈ポリアナ・マッキントッシュ〉）
- パトリオット・ゲーム（アネット〈ポリー・ウォーカー〉）※テレビ朝日版
- ハニーVS.ダーリン 2年目の駆け引き（マリリン・ディーン〈ジュディ・デイヴィス〉）
- パラサイト（ヴァレリー・ドレイク校長〈ビビ・ニューワース〉）※ソフト版
- 光の旅人 K-PAX（クラウディア・ヴィラー〈アルフレ・ウッダード〉）
- ピクチャー・パーフェクト/彼女が彼に決めた理由（ダーシー・オニール〈イリーナ・ダグラス〉）
- ヒストリー・オブ・バイオレンス（エディ〈マリア・ベロ〉）
- 陽だまりのグラウンド（エリザベス・ウィルクス〈ダイアン・レイン〉）
- ビッグ・フィッシュ（サンドラ・ブルーム〈ジェシカ・ラング〉）
- ビハインド・ザ・サン（母親）
- ビルとテッドの時空旅行 音楽で世界を救え!（偉大なリーダー〈ホランド・テイラー〉[16]）
- フィースト2/怪物復活（バイカー・クイーン〈ダイアン・ゴールドナー〉）
- フィースト3/最終決戦（バイカー・クイーン〈ダイアン・ゴールドナー〉）
- フェノミナ（校長〈ダリラ・ディ・ラザーロ〉[17]）
- ブラック・ドッグ（エイブリー〈ロレイン・トゥーサント〉）※日本テレビ版
- PLANET OF THE APES/猿の惑星（アリ〈ヘレナ・ボナム＝カーター〉[18]）※ソフト版
- ブレイド（ラクウェル〈トレイシー・ローズ〉）※テレビ東京版
- ブレイド3（ダニカ〈パーカー・ポージー〉）※テレビ東京版
- ブレックファースト・オブ・チャンピオンズ（フランシー〈グレン・ヘドリー〉）
- プロフェシー（デニース）※ソフト版
- プロミスト・ランド（スー・トマソン〈フランシス・マクドーマンド〉）
- ブロンド・ライフ（グウェン〈リサ・ソーンヒル〉）
- ペイバック（ロージー〈マリア・ベロ〉）※ソフト版
- ヘヴィメタル
- ホーム・アローン3（アリス・リボンズ〈リヤ・キールステッド〉）※ソフト版
- 抱擁のかけら（ジュディット）
- 僕のピアノコンチェルト（ヘレン・フォン・ホルツェン）
- 魔法にかけられて（フィービー・バンクス）
- マトリックスシリーズ
  - マトリックス（スウィッチ）※フジテレビ版
  - マトリックス リローデッド（マギー〈エッシー・デイヴィス〉）※劇場公開版
  - マトリックス レボリューションズ（マギー〈エッシー・デイヴィス〉）※劇場公開版
- マネー・スキャンダル 破滅への欲望（ナオミ・ビショップ〈アンナ・ガン〉）
- ミフネ（リーヴァ〈イーベン・ヤイレ〉）
- 未来少女ゼノン（アストリッド・カー〈グウィニス・ウォルシュ〉）
- メダリオン（ニコル・ジェームス〈クレア・フォーラニ〉）
- メン・イン・ブラック（ローレル博士〈リンダ・フィオレンティーノ〉）※日本テレビ版
- 目撃 ※テレビ朝日版
- ヤァヤァ・シスターズの聖なる秘密
- 許されざる者
- 容疑者（ミッシェル〈フランシス・マクドーマンド〉）
- ラストサマー（メリッサ〈アン・ヘッシュ〉）※テレビ朝日版
- ラストヒットマン（マリオン）
- ラルゴ・ウィンチ_-裏切りと陰謀-（ダイアン・フランケン〈シャロン・ストーン〉）
- ランダム・ハーツ（ウェンディ・ジャッド〈ボニー・ハント〉）※日本テレビ版
- ランナウェイ/逃亡者（シャロン・ソラーズ〈スーザン・サランドン〉）
- 理想の女（ミセス・アーリン〈ヘレン・ハント〉）
- リトル・シティ/恋人たちの選択（ニーナ〈アナベラ・シオラ〉）
- ルル・オン・ザ・ブリッジ（ハンナ〈ジーナ・ガーション〉）
- レスリー・ニールセン 裸のサンタクロース（クレア〈ロビン・ライヴリー〉）
- レッドプラネット（ルシール）
- レプリカント（アンジー〈キャサリン・デント〉）※テレビ東京版
- ローサのぬくもり（マリア）
- RONIN（ディアドラ〈ナターシャ・マケルホーン〉）※ソフト版
- ロバと王女（リラの妖精〈デルフィーヌ・セイリグ〉）
- 私の中のあなた（デ・サルヴォ判事〈ジョーン・キューザック〉）
- 悪いことしましョ!（悪魔〈エリザベス・ハーレイ〉）※ソフト版

#### ドラマ
- アガサ・クリスティー ABC殺人事件（ハーマイオニー・クラーク夫人〈タラ・フィッツジェラルド〉[19]）
- アガサ・クリスティー ミス・マープル
  - 牧師館の殺人（アン・プロズロー〈ジャネット・マクティア〉）
  - ポケットにライ麦を（メアリー・ダヴ）
- 赤と黒（シン・ミョンウォン〈キム・ヘオク〉）
- アナザー・ライフ〜天国からの3日間〜（メグ・マクリアリー / クリスティン・エスポジト〈ジョアンナ・キャシディ〉）
- アリーmyラブ（ジョージア・トーマス〈コートニー・ソーン＝スミス〉）
- ALPHAS/アルファズ シーズン1 #5（ジェシカ・エルクハート〈イザベラ・ホフマン〉）
- アンフォゲッタブル 完全記憶捜査（ジョアン・ウェブスター〈ジェーン・カーティン〉）
- ER緊急救命室
  - シーズン4 #4（ダフィーナ〈メリン・ダンジー〉）、#20、22（ビッキー・マクニール〈タラ・チョコル〉）
  - シーズン5 #8（キャシー・ネルソン〈ケーテ・メイザー〉）、#14（ナンシー）
  - シーズン7 #14（ニコール・ウッドマン〈ミッシー・ヤガー〉）、#17（ジュディ）
  - シーズン8 - 9（ラッツ〈ディ・フリーマン〉）
  - シーズン9 - 10（アンジェリク〈プラグナ・デサイ〉）
  - シーズン13（ダイアナ・ムーア〈アナベラ・シオラ〉）
- ヴァンパイア・ダイアリーズ（キャロル・ロックウッド〈スーザン・ウォルターズ〉）
- 宇宙船レッド・ドワーフ号（シム・クロフォード〈スーザン・アール〉）
- NCIS: ニューオーリンズ
  - シーズン1 #18（ママT / テレサ・コームズ）
  - シーズン3 #23（アンジェルー下院議員）
- Lの世界（ベット・ポーター〈ジェニファー・ビールス〉）
- エレメンタリー ホームズ&ワトソン in NY
- 奥さまは首相 〜ミセス・プリチャード挑戦〜（キャサリン）
- おまかせアレックス（ダニエル・エイトロン）
- 傷だらけの報復（キャロル）
- 救命医ハンク セレブ診療ファイル（ダイアナ）
- 恐竜SFドラマ プライミーバル（ヘレン・カッター〈ジュリエット・オーブリー〉）※NHK版
- ギルモア・ガールズ
- クイーン・メアリー 愛と欲望の王宮（オルテンサ・デ・メディチ）
- glee/グリー（シェーン〈キャスリーン・クインラン〉）
- グレイズ・アナトミー 恋の解剖学（アディソン・シェパード〈ケイト・ウォルシュ〉）
- クロス・オーバー ふたりの女（カーラ・フェイ・タッカー〈ジェニファー・ジェイソン・リー〉）
- 刑事ナッシュ・ブリッジス（ケイトリン・クロス〈ヤスミン・ブリーズ〉）
- コールドケース7 ザ・ファイナル（ジーナ）
- 5人の女刑事たち/ザ・ディヴィジョン（ジニー）
- コペンハーゲン/首相の決断（ビアギッテ・ニュボー・クリステンセン〈シセ・バベット・クヌッセン〉[20]）
- ザ・ソプラノズ 2つのファミリーを持つ男（ジェニファー・メルフィ〈ロレイン・ブラッコ〉）
- ザ・ホワイトハウス（アビー・バートレット〈ストッカード・チャニング〉）シーズン5より
- CSI:9 科学捜査班（パトリシア・アーウイック〈アレックス・キングストン〉）
- CSI: ベガス（マキシン・“マックス”・ロビー〈ポーラ・ニューサム〉[21]）
- しあわせの処方箋（ゲイル・ストラマー）
- シカゴ・ホープ シーズン4、5（オースティン）
- SHERLOCK（シャーロック）（ウェンセスラス）
- 女王ヴィクトリア 愛に生きる（2017年、カンバーランド公爵夫人）
- 私立探偵ヴァルグ（ビグリス・ハレ）
- スーパーストーム（サラ・ヒューズ〈ニコラ・スティーブンソン〉）
- SCORPION/スコーピオン シーズン1 #9（レベッカ・バーンズ〈ジェシカ・タック〉）
- スタートレック:ヴォイジャー（フレア）
- スタートレック:ディスカバリー（トゥリナ）
- スティーヴン・キングのキングダム・ホスピタル（ブレンダ医師）
- スノー・クイーン 〜雪の女王〜（秋の山賊）
- スピン・シティ（ニッキー・フェイバー〈コニー・ブリットン〉）
- スペシャル・ユニット GSG-9 対テロ特殊部隊 #4（ドイツ大統領シモン夫人）
- セルフリッジ 英国百貨店（レディ・メイ・ロックスレイ〈キャサリン・ケリー〉）
- ダークエイジ・ロマン 大聖堂（リーガン〈サラ・パリッシュ〉）
- 第一容疑者7 裁かれるべき者（クレア・ディヴァニー警部補）
- TABOO（ヘルガ・フォン・ヒンテン〈フランカ・ポテンテ〉）
- チャーリー・ジェイド（エッサ・ロンプキン）
- 超人ハルク（キャロル・フィールズ〈マリエット・ハートレイ〉）※ソフト版
- ディフェンダーズ 闘う弁護士（ハリソン）
- デスパレートな妻たち（リネット・スカーボ〈フェリシティ・ハフマン〉）
- 天国の階段（テ・ミラ〈イ・フィヒャン〉）
- トーチウッド 人類不滅の日（オリヴィア・コラサント）
- トワイライト・ゾーン #20（フランチェスカ）
- ナイトシフト3 真夜中の救命医（シド・ジェニングス〈ジェニファー・ビールス〉）
- ネバーエンディング・ストーリー 遥かなる冒険（エイプリル・ジョーンズ）
- バーン・ノーティス 元スパイの逆襲 シーズン1 #8（コンチャ・ラミレス）
- ハイテク武装車バイパー（サリー・ジェラロ刑事〈キャロル・ヒューストン〉）
- パワーレンジャー・ミスティックフォース（ウドナ / ホワイトレンジャー〈ペータ・ラッター〉）
- ビクトリアス
- 秘密（ユン・ミョンエ）
- ファルコン&ウィンター・ソルジャー
- ふたりは最高!ダーマ&グレッグ シーズン3 #21（ステファニー）
- プライベート・プラクティス 迷えるオトナたち（アディソン・フォーブス・モンゴメリー〈ケイト・ウォルシュ〉）
- ブラックリスト リデンプション #3
- プリンスは大学生（グレイス）
- ブレイキング・バッド（スカイラー・ホワイト〈アンナ・ガン〉）
- フレンズ シーズン1 #6（オーロラ）
- プロビデンス（シドニー・ハンセン〈メリーナ・カナカレデス〉）
- ヘルプ・ミー・トッド（マーガレット〈マーシャ・G・ハーデン〉）
- ホワイトカラー（マリア）
- マードック・ミステリー 〜刑事マードックの捜査ファイル〜（ベス・ティプトン）
- ミッシング -サイキック捜査官-（ブルック・ハズレット〈グロリア・ルーベン〉）
- ミディアム6 霊能者アリソン・デュボア（ヴィクトリア・ゴセット〈ローマ・マフィア〉）
- 名犬ラッシー（カレン・カボット）
- 名探偵ポワロ
  - 三幕の殺人（シンシア・デイカーズ）
  - ヘラクレスの難業（ロサコフ伯爵夫人〈オーラ・ブラディ〉）
- THE MENTALIST メンタリストの捜査ファイル（バンナ・クルーニー、ジョディおばさん）
- モデル・エージェンシー 女たちの闘い（ジュリー）
- 楽園（パク・アラム）
- ラスト・スキャンダル（コ・ジョンスク）
- 離党 背信の代償（ルース）
- レッド・アイ/陰謀のフライト（マデリン・ディレイニー〈レスリー・シャープ〉[22]）
- レモネード・マウス（ステラのママ）
- 私はラブ・リーガル3 #13（ディードル・ホール〈本人〉）

#### アニメ
- サムライジャック（2002年、イクラ）
- マシューせんせい 〜ゆかいなヒルトップ病院〜（2005年、サリー）

#### テレビ番組
- ブリティッシュ・ベイクオフ（ メアリー・ベリー）

### ラジオドラマ
- 青春アドベンチャー（NHK-FM放送）
  - 『聖杯伝説』（ノイ）
  - 『精霊の守り人』（バルサ）
  - 『闇の守り人』（バルサ）
  - 『ミヨリの森』（ナナミ）
  - 『毒味師イレーナ』
  - 『イレーナの帰還』

### ボイスオーバー
- 地球ドラマチック スコットランド"巨石神殿"の謎

### その他コンテンツ
- フレッシュプリキュア! ミュージカルショー〜うたって おどって しあわせゲットだよ!!〜（女王様）

### シリーズ一覧
1. ↑  第1期（2011年）、第3期『島根啓明結社篇』（2024年）、第4期『雪ノ果篇』（2024年）